# Hispano-Suiza HS-42
L'Hispano-Suiza HS-42 fou un avió militar d'entrenament produït per la companyia espanyola Hispano Aviación S.A. (subsidiària de Hispano-Suiza) a la dècada dels anys 1940. Fou el primer avió completament construït a la ciutat de Sevilla i juntament amb el seu successor, l'Hispano-Aviación HA-43,insipirà pel posterior desenvolupament del més exitós HA-100 Triana.

## Disseny i desenvolupament
Concebut com a prototip d'entrenador avançat, el HS-42 era un avió molt convencional en la seua forma: monoplà amb ales en voladís, tren d'aterratge fix, seients per cadet i instructor en tàndem i cua amb timó únic. Curiosament, la línia d'assemblatge en Triana havia fabricat prèviament Fokker D.XXI adquirits sota llicència així que moltes de les formes i mètodes de muntatge eren quasi idèntics als del caça neerlandès. L'aparell satisfeia tots els requisits de l'Exèrcit de l'Aire espanyol en el rol d'entrenador de nous pilots així que el seu desenvolupament continuà enlairant-se per primera vegada el 5 d'abril de 1942.
Les primeres unitats duien un motor Piaggio P.VII C.16 de 338 kW (453 CV) amb una hèlix bipala de fusta y 2,84 m de diàmetre i pas variable. No obstant això aquest motor no presentava una fiabilitat adequada així que prompte s'intercanvià per un Armstrong Siddeley Cheetah 27 de 290 kW (390 CV). Aquests canvis, junt amb algunes modificacions al tren d'aterratge i a la disposició dels instruments i comandaments de la nau cristal·litzaren en l'anomenada Hispano-Aviación HA-43. Posteriorment també s'afegiren dues metralladores Breda-SAFAT de 7,7 mm sobre les ales a la fi de dur a terme pràctiques de tir. Durant tota la seua vida activa es completaren al voltant de 100 unitats.

## Variants

### HS-42
Versió original amb tren d'aterratge fix i motor Piaggio P.VII C.16 de 338 kW (453 CV).

### HA-43
Evolució amb tren d'aterratge retràctil i motor Armstrong Siddeley Cheetah 27 de 290 kW (390 CV).

## Especificacions (HA-43)

### Característiques generals
- Tripulació: 2.
- Longitud: 7,95 m.
- Envergadura: 10,00 m.
- Altura: 2,60 m.
- Superfície alar: 16,3 m2
- Aspecte: 6.13:1
- Pes buit: 1.504 kg.
- Pes màxim: 2.050 kg.
- Dipòsit: 400 L.
- Planta motriu: un motor radial Armstrong Siddeley Cheetah 27 de set cilindres i 290 kW (390 CV) propulsant una hèlix bipala de fusta Rotol.

### Rendiment
- Velocitat màxima: 335 km/h.
- Velocitat de creuer: 295 km/h.
- Velocitat mínima: 118 km/h.
- Rang: 1.200 km.
- Temps a l'envol: 4 hores 15 minuts.
- Sostre: 6.000 m.
- Ascens: 7,2 m/s.

### Armament
- Armes: Dues metralladores Breda-SAFAT de 7,7 mm muntades a les ales.